# Selin Genç
Selin Genç (* 26. Juni 1994 in Istanbul) ist eine türkische Schauspielerin.

## Leben und Karriere
Genç wurde am 26. Juni 1994 in Istanbul geboren. Väterlicherseits stammt ihre Familie aus
Adana. Sie studierte an der Işık Üniversitesi. Danach setzte sie ihr Studium an der Dilek Sabancı Devlet Konservatuvarı fort. 2016 spielte sie in dem Theaterstück  Murder Ballad mit. Ihr Debüt gab sie 2018 in der Fernsehserie Bir Zamanlar Çukurova. Danach spielte sie 2021 in der Serie Sana Söz. 2022 war sie in dem Film Garip Bülbül Neşet Ertaş zu sehen.

## Filmografie (Auswahl)
- 2018–2022: Bir Zamanlar Çukurova (Fernsehserie, 121 Episoden)
- 2021: Sana Söz (Fernsehserie, 7 Episoden)
- 2022: Garip Bülbül Neşet Ertaş (Film)
- seit 2022: Yangin Günleri Independenta (Web-Serie)
- seit 2024: Teşkilat

## Theater
- 2016: Murder Ballad